# Thelypodium milleflorum
Thelypodium milleflorum là một loài thực vật có hoa trong họ Cải. Loài này được A. Nelson miêu tả khoa học đầu tiên năm 1911.